# Epistula ad Carpianum
Als Epistula ad Carpianum (Brief an Carpian) wird ein Brief bezeichnet, den Eusebius von Caesarea an einen Christen namens Carpianus schrieb. Der Brief spielte für die Kanonisierung des Neuen Testaments eine Rolle.
In diesem Text erklärt Eusebius sein ausgeklügeltes System der Harmonie (Eusebischer Kanon) und beschreibt die Ziele seiner zehn kanonischen Tabellen. Gemäß diesem Brief wurden die Ammonischen Sektionen von Ammonios von Alexandria (Matthäus 355, Markus 236, Lukas 342, Johannes 232 – zusammen 1165 Sektionen) erstellt. Unter jedem der 1165 Ammonischen Sektionen an ihren passenden Stellen im Manuskript findet sich ein Vermerk mit farbiger Tinte auf die Nummer des Eusebischen Kanons, auf den er sich bezieht.

## Text
Der griechische Originaltext lautet:

„᾿Ευσέβιος Καρπιανᾣ ἀγαπητᾣ ἀδελφᾣ ἐν κυρίῳ χαἳρειν.
᾿Αμμώνιος μὲν ὁ ᾿Αλεξανδρεὺς πολλὴν ὡς εἰκὸς φιλοπονίαν καὶ σπουδὴν εἰσαγηοχὼς τὸ διὰ τεσσάρων ἡμῖν καταλέλοιπεν εὐαγγέλιον, τᾣ κατὰ Ματθαῖον τὰς ὁμοφώνους τῶν λοιπῶν εὐαγγελιστῶν περικοπὰς παραθείς, ὡς ἐξ ἀνάγκης συμβῆναι τὸν τῆς ἀκολουθίας εἱρμὸν τῶν τριῶν διαφθαρῆναι ὅσον ἐπὶ τᾣ ὕφει τῆς ἀναγνώσεως· ἵνα δὲ σωζομένου καὶ τοῦ τῶν λοιπῶν δι' ὅλου σώματός τε καὶ εἱρμοῦ εἰδέναι ἔχοις τοὺς οἰκείους ἑκάστου εὐαγγελιστοῦ τόπους, ἐν οἷς κατὰ τῶν αὐτῶν ἠνέχθησαν φιλαλήθως εἰπεῖν, ἐκ τοῦ πονήματος τοῦ προειρημένου ἀνδρὸς εἰληφὼς ἀφορμὰς καθ' ἑτέραν μέθοδον κανόνας δέκα τὸν ἀριθμὸν διεχάραξά σοι τοὺς ὑποτεταγμένους. ὧν ὁ μὲν πρῶτος περιέχει ἀριθμοὺς ἐν οἷς τὰ παραπλήσια εἰρήκασιν οἱ τέσσαρες, Ματθαῖος Μάρκος Λοῦκας ᾿Ιωάννης· ὁ δεύτερος, ἐν ᾧ οἱ τρεῖς, Ματθαῖος Μάρκος Λουκᾶς· ὁ τρίτος, ἐν ᾧ οἱ τρεῖς, Ματθαῖος Λουκᾶς ᾿Ιωάννες· ὁ τέταρτος, ἐν ᾧ οἱ τρεῖς, Ματθαῖος Μάρκος ᾿Ιωάννης· ὁ πέμπτος, ἐν ᾧ οἱ δύο, Ματθαῖος Λουκᾶς· ὁ ἕκτος, ἐν ᾧ οἱ δύο, Ματθαῖος Μάρκος· ὁ ἕβδομος, ἐν ᾧ οἱ δύο, Ματθαῖος ᾿Ιωάννης· ὁ ὄγδοος, ἐν ᾧ οἱ δύο, Λοuκᾶς Μάρκος· ὁ ἕνατος, ἐν ᾧ οἱ δύο, Λουκᾶς ᾿Ιωάννης· ὁ δέκατος, ἐν ᾧ ἕκαστος αὐτῶν περί τινων ἰδίως ἀνέγραψεν. αὕτη μὲν οὖν ἡ τῶν ὑποτεταγμένων κανόνων ὑπόθεσις, ἡ δὲ σαφὴς αὑτῶν διήγησίς ἐστιν ἥδε. ἐφ' ἑκάστῳ τῶν τεσσάρων εὐαγγελίων ἀριθμός τις πρόκειται, κατὰ μέρος ἀρχόμενος ἀπὸ τοῦ πρώτου, εἶτα δευτέρου καὶ τρίτου, καὶ καθεξῆς προϊὼν δι' ὅλου μέχρι τοῦ τέλους τῶν βιβλίων. καθ' ἕκαστον δὲ ἀριθμὸν ὑποσημείωσις πρόκειται διὰ κινναβάρεως, δηλοῦσα ἐν ποίῳ τῶν δέκα κανόνων κείμενος ὁ ἀριθμὸς τυγχάνει. οἷον εἰ μὲν αʹ, δῆλον ὡς ἐν τῷ πρώτῳ· εἰ δὲ βʹ, ἐν τῷ δευτέρῳ· καὶ οὕτως μέχρι τῶν δέκα. εἰ οὖν ἀναπτύξας ἔν τι τῶν τεσσάρων εὐαγγελίων ὁποιονδήποτε βουληθείης ἐπιστῆσαί τινι ᾧ βούλει κεφαλαίῳ, καὶ γνῶναι τίνες τὰ παραπλήσια εἰρήκασιν, καὶ τοὺς οἰκείους ἐν ἑκάστῳ τόπους εὑρεῖν, ἐν οἷς κατὰ τῶν αὐτῶν ἠνέχθησαν, ἧς ἐπέχεις περικοπῆς ἀναλαβὼν τὸν προκείμενον ἀριθμόν, ἐπιζητήσας τε αὐτὸν ἔνδον ἐν τῷ κανόνι ὃν ἡ διὰ τοῦ κινναβάρεως ὑποσημείωσις ὑποβέβληκεν, εἴσῃ μὲν εὐθὺς ἐκ τῶν ἐπὶ μετώπου τοῦ κανόνος προγραφῶν ὁπόσοι τε καὶ τίνες περὶ οὗ ζητεῖς εἰρήκασιν· ἐπιστήσας δὲ καὶ τοῖς τῶν λοιπῶν εὐαγγελίων ἀριθμοῖς τοῖς ἐν τῷ κανόνι ᾧ ἐπέχεις ἀριθμῷ παρακειμένοις, ἐπιζητήσας τε αὐτοὺς ἔνδον ἐν τοῖς οἰκείοις ἑκάστου εὐαγγελίου τόποις, τὰ παραπλήσια λέγοντας αὐτοὺς εὑρήσεις.“

Ins Deutsche übertragen lautet er etwa folgendermaßen:

„Eusebius an Carpianus, seinen geliebten Bruder im Herrn: Grüße!
Ammonios von Alexandria hat uns einen harmonisierten Bericht der vier Evangelien hinterlassen, obwohl er viel mehr Energie und Aufwand betrieb als notwendig war. Neben dem Evangelium nach Matthäus ordnete er die entsprechenden Abschnitte der anderen Evangelien ein. Aber die unvermeidliche Folge war, dass er die Reihenfolge der drei anderen Evangelien ruinierte, soweit es das fortlaufende Lesen des Textes betrifft. Ich erstellte stattdessen 10 Tabellen nach einem anderen System auf dem Rohmaterial des oben erwähnten Mannes, die sowohl den Körper als auch die Reihenfolge der anderen Evangelien komplett intakt lassen, so dass du erkennen kannst, welcher Evangelist welche Passage schrieb, zu der sie von der Liebe zur Wahrheit gedrängt wurden, über dieselben Dinge zu schreiben. Die Tabellen sind hier für dich aufgeführt.
Die erste listet die Referenznummer von ähnlichen Dingen, von denen in den vier Evangelien Matthäus, Markus, Lukas und Johannes berichtet wird. Die zweite enthält ähnliche Dinge der drei, Matthäus, Markus und Lukas; die dritte der drei Matthäus, Lukas und Johannes; die vierte der drei Matthäus, Markus und Johannes; die fünfte der zwei Matthäus und Lukas, die sechste die zwei Matthäus und Markus; die siebente die zwei Matthäus und Johannes, die achte die zwei Markus und Lukas; die neunte die zwei Lukas und Johannes; die zehnte ist für einmalige Dinge, die in jedem Evangelium aufgezeichnet sind.
Nachdem ich dir nun die Struktur der Tabellen umrissen habe, möchte ich erklären, wie sie zu benutzen sind. In jedem der vier Evangelien sind fortlaufende Referenznummern jedem Abschnitt zugeordnet, beginnend mit dem ersten, dann mit dem zweitn, und dem dritten, und so weiter fortlaufend durch das ganze Evangelium bis zum Ende des Buches. Jede Referenznummer hat eine Markierung in rot, die anzeigt, in welcher der zehn Tabellen sich die Referenznummer befindet. Wenn die rote Bezeichnung eine I ist, befindet sich die Referenznummer klar in der ersten Tabelle, und wenn es eine II ist, in der zweiten, und so weiter bis Nummer zehn.
Nehmen wir also an, du öffnest eines der vier Evangelien an einem Punkt, und möchtest zu einem bestimmten Kapitel gehen, um zu erfahren, welches Evangelium ähnliche Dinge berichtet und in jedem Evangelium die bezugnehmende Passage zu finden, an welcher der Evangelist von Liebe geleitet wurde, über dieselben Dinge zu berichten. Indem du die Referenznummer, die dem dich interessierenden Abschnitt zugeordnet ist, in der Tabelle nachschlägst, die durch die rote Markierung angezeigt wird, wirst du sofort an der Überschrift am Kopf der Tabelle wissen, wie viele und welche Evangelien ähnliche Dinge berichten. Indem du zu den Referenznummern der anderen Evangelien in derselben Zeile wie die Referenznummer, die du nachgeschlagen hast, gehst und sie nachschlägst, findest du die verwandten Passagen jedes Evangeliums und ähnliche erwähnte Dinge.“

Kopien dieses Briefes mit den kanonischen Tabellen erscheinen auf dem ersten Seiten zahlreicher Evangelienmanuskripte (z. B. 65, 112, 113, 114, 117 etc.). Der Brief ist auch in modernen Ausgaben des Neuen Testaments enthalten.